# Sanlúcar la Mayor
Sanlúcar la Mayor er en by og kommune i det sydlige Spanien i provinsen Sevilla. Den har et indbyggertal på 14.375 (2024) indbyggere.